# Лопес Контрерас, Элеасар
Хосе Элеасар Лопес Контрерас (исп. Eleazar López Contreras; 5 мая 1883, Кеникея, штат Тачира, Венесуэла — 2 января 1973, Каракас, Венесуэла) — военный и государственный деятель Венесуэлы, президент страны в 1935—1941 годах.

## Биография

### Юность и правление Сиприано Кастро
Родился в семье генерала Мануэля Марии Лопеса. Как и многие «андинос», выходцы из андских штатов, выбрал военную карьеру, однако в юности получил ученую степень бакалавра философии и литературы колледжа Святого Сердца Иисуса и решил продолжить образование на медицинском факультете университета Мерида (в настоящее время — Университет Лос-Анд). Но тут его жизнь кардинально изменилась — едва Лопесу исполнилось 16 лет, он решил примкнуть к движению Кастро Сиприано, предводителя андских либералов, с оружием в руках боровшихся за власть. И хотя тот не принял юношу в ряды своей армии, настойчивый Лопес самовольно последовал за ней, и Кастро был вынужден зачислить его в один из батальонов. Летом 1899 года он был произведён в капитаны, преодолев сразу несколько ступеней армейской иерархии. На тот момент он был самым молодым офицером в армии Кастро.
В октябре 1899 года войска Кастро вошли в Каракас. Лопес, которому не было и семнадцати, минуя звание майора, стал подполковником и адъютантом нового лидера страны. Однако вскоре он решил вернуться в армию, и через год был назначен заместителем командующего гарнизоном Пуэрто-Кабельо. Несмотря на успехи в подавлении мятежей, он вскоре был понижен в должности. Президент мотивировал это тем, что тот ещё слишком молод. Вероятно, это была реакция венесуэльского лидера на отказ Лопеса служить в его свите и стремление быть в действующей армии.
После подавления мятежа во главе с крупнейшим венесуэльским предпринимателем М. А. Матосом (1902), Лопес Контрерас был назначен помощником коменданта тюрьмы Кастильо Либертадор в Пуэрто-Кабельо, и находился в этой должности в течение трёх лет. Во время борьбы сторонников президента Кастро и сместившего его в 1908 году вице-президента Гомеса сознательно дистанцировался от обеих сторон. Победивший Гомес расценил это как приверженность кастризму.

### Годы правления Хуана Висенте Гомеса
Новый президент долгое время испытывал недоверие к слишком осторожному и когда-то тесно связанному с Кастро офицеру. В течение нескольких лет он занимал различные малопрестижные административные должности, и лишь в 1914 году был назначен командиром батальона, расквартированного в г. Сьюдад-Боливар (бывшая Ангостура). Успешно подавив ряд антиправительственных мятежей, он начал завоевывать благосклонность президента.
В тот момент, когда Гомес тяжело заболел малярией и началась схватка за власть между членами его семьи, Лопес демонстративно отмежевался от каждой группировки, хотя они и пытались склонить его на свою сторону. Выздоровевший диктатор наконец поверил в преданность полковника Лопеса.
В феврале 1919 года он получил назначение на должность начальника одного из департаментов Военно-морского министерства. В 1920—1921 годах в качестве руководителя специальной миссии он посетил Францию, Англию и Бельгию, затем побывал в США и Перу, отвечая за закупки оружия, боеприпасов, техники и снаряжения для венесуэльской армии. Также занимался организацией военно-воздушных сил, полевых и гарнизонных служб, созданием новых воинских уставов, специальных учебных заведений и курсов. В 1923 году ему было присвоено звание бригадного генерала с назначением на должность командующего гарнизоном Каракаса.
В феврале 1928 года в столице произошли самые значительные акции протеста против режима Гомеса: антиправительственные студенческие демонстрации получили поддержку населения столицы. Как комендант гарнизона, Лопес Контрерас издал «Распоряжение по обеспечению порядка в столице» и провёл срочную мобилизацию верных власти сил. Вскоре беспорядки удалось подавить. Однако в апреле ситуация стала ещё более опасной. Против Гомеса выступила группа военных, среди которых оказался и младший лейтенант самого Лопеса Контрераса. Начались волнения в казармах Сан-Карлос. Генерал оперативно организовал действия проправительственных частей и лично вошёл в казармы, приказав арестовать мятежников. Его появление было неожиданным, и никто из заговорщиков не успел оказать сопротивления.
В 1931 году он был назначен на пост министра обороны, который сохранил до смерти Гомеса. Как отмечали историки, чтобы удержаться на таком посту при крайне подозрительном диктаторе, устранившем даже своего сына, осторожный министр старался дистанцироваться от политики, подчеркивая это при каждом удобном случае.

### Борьба за власть
Осенью 1935 года в связи с резким ухудшением состояния здоровья президента в его ближайшем окружении усилилась борьба за власть. Наиболее реальным претендентом на роль главы государства считался Эустокио Гомес, который, занимая пост губернатора штата Лара, фактически контролировал губернаторов ещё четырёх соседних штатов. «Оруженосец» Гомеса, Элой Тарасона, пользовавшийся большим влиянием в последние годы диктатуры, также являлся сторонником Эустокио; его поддерживали многочисленные родственники, а также часть генералитета.
Соперником Эустокио выступил Лопес Контрерас. Согласно конституции 1931 года в случае смерти президента его полномочия передавались именно военному министру, однако в то время это не могло являться решающим аргументом. Понимая, что Эустокио и его сторонники готовы на любые меры, чтобы прийти к власти, незадолго до смерти Гомеса генерал Лопес перешёл к активным действиям. Он удвоил наблюдение за Эустокио и другими представителями семейства Гомеса и приказал задержать Тарасону. Тарасона был арестован, а президентская охрана разоружена.
На следующий день после смерти диктатора Элеасар Лопес Контрерас был объявлен временным президентом республики. Эустокио Гомеса, прибывшего из Маракая в Каракас, смертельно ранили при попытке его ареста, и вскоре он умер. Схватка за власть завершилась безоговорочной победой генерала Лопеса.

## Президентство

### Начало правления
Как политик Лопес Контрерас не имел ни массовой поддержки, ни стремления опереться на народ, он предпочитал действовать с позиции силы, которую в тот период олицетворяла только армия. Тем более что за почти 30 лет военной службы и на посту министра обороны он приобрёл в армейской среде значительные влияние и авторитет. В то же время в отличие от остальных гомесовских генералов Лопес пользовался доверием среди венесуэльской интеллигенции. Он увлекался историей, к моменту прихода к власти опубликовал серьёзные труды, посвященные в основном военной истории страны и её выдающимся деятелям.
Однако после смерти диктатора Гомеса изменилась и внутриполитическая ситуация в стране. Начался всеобщий подъём массового движения. Предвосхищая рост волнений, новый президент объявил об амнистии политическим заключенным и эмигрантам, продемонстрировав тем самым намерение провести демократизацию общественной жизни. Однако вскоре он оказался под диаметральным воздействием двух политических сил, что признавал потом и сам. С одной стороны, «старая гвардия» требовала жесткой руки и карательных мер, с другой, — многие соратники нового лидера Венесуэлы убеждали его, что пути назад нет.
Представители интеллигенции сформулировали свои требования в манифесте, опубликованном в день похорон Гомеса. Они настаивали на проведении свободных всеобщих выборов и свободе печати, проведении реформ в сферах образования и здравоохранения, гарантий свободы политической деятельности, решения насущных проблем жителей страны. В ответ Лопес Контрерас поспешил заверить общество в своем стремлении следовать "новому политическому стилю. По его распоряжению были распущены гомесовская полиция и секретные службы, выброшены в море тяжёлые цепи, которые надевали на политических заключенных в печально знаменитой тюрьме «Ла Ротунда». В то же время он не стал отрекаться от экс-президента, называя его выдающимся вождем, сумевшим «возвести Венесуэлу на вершину её нынешнего величия».
В январе 1936 года правительство приняло решение приостановить действие конституционных гарантий до восстановления общественного порядка. Одновременно губернатор Каракаса издал распоряжение, согласно которому запрещались «коммунистическая пропаганда», проведение собраний и митингов в общественных местах, создание политических объединений, организация забастовок. Была введена строгая цензура, в феврале правительство ещё более ужесточило меры по борьбе с «агитаторами». Не был распущен и прежний Национальный конгресс, создававший во времена диктатуры видимость «демократической» республики.
Эти действия вызвали активный протест демократической оппозиции, ядром которой выступила Федерация студентов Венесуэлы, возглавляемая одним из наиболее ярких представителей «поколения 28 года» Х. Вильяльбой. 14 февраля 1936 года значительная часть жителей столицы собралась на площади Боливара, началась массовая демонстрация за всю историю страны. Около 11 часов утра солдаты, расположившиеся на балконах и в дверях губернаторской резиденции, открыли огонь по толпе. Десять человек было убито, более сотни ранено. В ответ лидеры протестующих потребовали наказать виновников расправы и удалить гомесистов из правительства. Была объявлена всеобщая забастовка. Вечером демонстрация, в которой приняли участие порядка 50 тысяч человек направилась к дворцу Мирафлорес. Организаторы шествия намеревались встретиться с президентом и предъявить ему свои требования, главными из которых были назначение в правительство демократически настроенных политиков, восстановление конституционных гарантий, отмена цензуры.
Лопес Контрерас был вынужден принять лидеров протеста и принял ряд её требований, в частности, был смещен и отдан под суд губернатор Каракаса Галавис, кабинет министров реорганизован, многие прежние губернаторы отправлены в отставку. Через неделю после этих событий президент объявил о восстановлении конституционных гарантий и политических свобод. Одновременно Лопес Контрерас попытался перехватить инициативу, он обнародовал правительственную программу — «Февральский план». В ней выдвигался принцип соблюдения законности как основы правового государства, предусматривались восстановление автономии муниципальных советов и реорганизация судебных органов на всей территории страны, намечались неотложные меры в социальной сфере (рабочая политика, образование, здравоохранение), а также первоочередные шаги по оздоровлению экономики и финансов. Однако правые сочли эту программу излишне радикальной, а левые — слишком аккуратной и непоследовательной.
В дальнейшем президент продолжал проводить политику лавирования между «правыми» и «левыми». Он отказался возвращаться к партийной системе формирования правительства, однако внес на утверждение Конгресса проект новой Конституции, в котором предусматривалось сокращение срока полномочий президента с 7 лет до 5 и запрет его переизбрания на второй срок. Эта инициатива прибавила ему популярности и дала основание говорить о его демократичности. Также новый Основной закон закреплял свободу слова и впервые в истории Венесуэлы Конституция признавал права социального характера, что дало импульс разработке ряда социальных законов, ограничивала права собственности: запрещала создание монополий.
Вместе с тем новая статья 32 новой Конституции впервые в истории Венесуэлы установила конституционный запрет на коммунистические и анархистские «доктрины» и установила, что «те, кто их выдвигает, пропагандирует и применяет будут признаны предателями Родины и наказаны согласно закону».
25 апреля 1936 года парламент Венесуэлы почти единогласно (121 голос — за, 1 — против) избрал Э. Лопеса Контрераса президентом Венесуэлы.
Однако летом активизировались левые силы. После очередной, на этот раз безрезультатной, встречей с главой государства она выдвинула новый политический манифест. В нём содержались требования незамедлительного проведения всеобщих выборов, роспуска Конгресса, отзыва проекта Закона об общественном порядке, обновления административного аппарата, создания «однородного демократического правительства». Когда глава государства ознакомился с документом, он расценил его как попытку государственного переворота. Воспользовавшись тем, что протестное движение пошло на спад власти задержали активистов «Комитета защиты демократии», созданного Х. Вильяльбой и Р. Бетанкуром. Вступил в силу Закон об общественном порядке, содержащий набор «драконовских мер».
При этом правительству удалось «отсечь» от протестов социальную составляющую. В середине июля 1936 года был принят новый Закон о труде, который устанавливал минимум заработной платы и предусматривал некоторые виды социальных выплат. Крупные компании были обязаны строить жильё, школы и больницы для своих рабочих и служащих, улучшая их быт и материальное положение. При этом не менее 75 % занятых на предприятии работников должны были составлять венесуэльцы. Разрешалось создание профсоюзов, хотя в реальности их лидеры нередко подвергались репрессиям.

### Продолжение президентства
Непримиримая позиция левых лидеров привела к ответному к усилению репрессий. В начале февраля 1937 года правительственным декретом были распущены наиболее крупные профсоюзные объединения и партии, что лишила оппозицию возможности выставить партийных кандидатов на выборах в Национальный конгресс 1939 года.
Роспуск оппозиционных партий произошёл незадолго до выборов нового состава Национального конгресса, поэтому ни одна из них не имела возможности выставить «партийного» кандидата. И хотя левые провели в парламент лишь 13 своих сторонников, президент настоял на аннулировании через Верховный суд трёх мандатов депутатов и одного — сенатора под предлогом их приверженности коммунистической идеологии. В марте был издан декрет о высылке из страны сроком на один год 47 политических лидеров, объявленных «сторонниками коммунистической доктрины» и признанных «опасными для общественного порядка». Впоследствии президент смягчил репрессии.
Отвергнув идею о формировании правительственной партии, Лопес взамен создал по всей стране «Гражданские боливаристские общества», которым в марте 1938 года был придан официальный статус. Все чиновники на местах и представители органов местного самоуправления должны были вступать в соответствующие региональные общества, в противном случае их могли признать «недругами Боливара».
В сфере экономики правительство Лопеса Контрераса попыталось ограничить вседозволенность зарубежных нефтяных монополий, установившуюся при его предшественнике. Отраслевой министр заявил, что в будущем концессии будут продаваться на открытых аукционах; государство, кроме того, намерено повысить размер роялти и обязать компании увеличить объём нефти, перерабатываемой на территории Венесуэлы. Впоследствии после длительных дебатов был принят «Закон о нефти», предусматривавший повышение ставок налога на её разведку и добычу, участие государства в разработке нефтяных месторождений путём создания смешанных предприятий, строительство государственных нефтеперерабатывающих заводов, уменьшение льгот для иностранных компаний на экспорт нефти и импорт необходимого для нефтяной отрасли оборудования. Возмущенные представители западных компаний через своих адвокатов сумели добиться изменения некоторых положений закона, а государству пришлось ограничиться получением лишь 18 % от стоимости каждого барреля нефти.
Важным направлением деятельности правительства стала защита окружающей среды в районах повышенной экологической опасности, то есть в «нефтяных зонах». В 1936 году был издан закон, запрещающий загрязнение водоемов нефтепродуктами. Компании были обязаны очистить не только озеро Маракаибо, но и его прибрежные участки. Большое внимание уделялось геологическим изысканиям, исследованию венесуэльских недр, для чего создавались соответствующие службы.
В целом происходил постепенный переход к практике «государственного вмешательства» в экономику, в 1936 году был принят Закон о таможенных пошлинах, положивший начало упорядочению тарифной политики государства. Согласно закону, оно могло повышать экспортные пошлины на продукцию как добывающей промышленности, так и сельского хозяйства до 10 % её стоимости.
Кроме того, власть поощряла создание аналогов современных российских госкорпораций, которые имели свой бюджет и не подчинялись Министерству финансов, например «Навигационная компания Венесуэлы», «Воздушные почтовые линии», «Национальный институт гигиены», «Венесуэльский институт социального обеспечения», «Электроэнергия Венесуэлы» и другие. Были вновь созданы крупные финансовые компании — Индустриальный банк и Центральный банк Венесуэлы. Также была проведена национализация части иностранной собственности. В конце 1936 — начале 1937 года в руки государства перешли Центральная железная до-рога и крупнейший порт Ла-Гуайра, принадлежавшие британским компаниям.
В мае 1938 года президент представил на утверждение Национального Конгресса Трехлетний план развития страны. Он предусматривал развернутое строительство различных хозяйственных объектов, в которое предполагалось вложить 365 млн боливаров. В то же время его правительству не удалось решить задачу обеспечения потребностей населения за счет собственного производства, и Венесуэла по-прежнему являлась страной-импортером промышленной продукции и продовольствия — в основном из США, с которыми в 1939 году был подписан Договор о торговле.
Наметились некоторые улучшения в социальных отраслях; В сфере образования к началу 1940-х гг. число детей, посещающих школы, составило 28 % вместо 18 % при Гомесе, в два раза увеличилось количество учителей в государственных школах (до 3772 человек), вместо 2-х средних школ стало 19 (включая частные). В 1941 году в Венесуэле насчитывалось 11 лицеев и 17 колледжей. В 1940 году был принят «Закон об образовании».
При Лопесе Контрерасе началась серьезная работа по созданию системы здравоохранения, было образовано соответствующее министерство, ученые-медики приступили к профилактике и искоренению наиболее опасных болезней, прежде всего малярии.
Также были проведены изменения в армии. Были созданы специальные вспомогательные воинские подразделения, предназначенные для охраны лесов, патрулирования дорог, службы в таможенной полиции. Это позволило сухопутным, военно-морским и военно-воздушным силам направить все усилия на обеспечение национальной обороны. Вооружённые силы были освобождены от полицейских функций. Была создана Национальная гвардия, организованы ремонтная, транспортная и ветеринарная службы, реорганизована Военно-морская школа. В 1936 году было установлено, что для поступления в военные учебные заведения будущие кадеты должны завершить первый год обучения на бакалавра или окончить среднюю школу.
В 1939 году был принят «Закон об армии и флоте», нацеленный на улучшение правового положения офицерского состава: устанавливались предельные сроки пребывания в одном и том же звании, регламентировался процесс продвижения по служебной лестнице.
В 1939 году Лопес Контрерас принял в Венесуэле корабли «Кенингштайн» и «Caribia», доставившие на борту беженцев из нацистской Германии, в том числе евреев.
Президент Лопес Контрерас сумел мирно передать власть своему преемнику — генералу И. Медине Ангарите. Однако после его смещения был отправлен в ссылку президентом Р. Бетанкуром. Некоторое время жил в Колумбии и США, затем вернулся в Венесуэлу, где и умер незадолго до своего 90-летия.